# アーチボルド・キャンベル (初代アーガイル公爵)
初代アーガイル公爵アーチボルド・キャンベル（Archibald Campbell, 1st Duke of Argyll, 1658年7月25日 - 1703年9月25日）、スコットランドの貴族。初め第10代アーガイル伯で、後に公爵に昇格した。父は第9代アーガイル伯爵アーチボルド・キャンベル、母はマリ伯ジェームズ・ステュアートの娘メアリー。

## 生涯
1685年、父がモンマス公ジェイムズ・スコットの反乱に加担してイングランド王ジェームズ2世に捕らえられ処刑（モンマスの反乱）、所領・財産は没収され継承を認められなかったため1688年の名誉革命でジェームズ2世を追放したウィリアム3世・メアリー2世夫妻を支持、スコットランド議会でウィリアム3世承認に奔走、1689年に実現させた功績でスコットランド枢密院議員となり、父の所領も返還され復権を果たした。また、1692年に発生したグレンコーの虐殺では同族のキャンベル氏族が事件の当事者であったことから関与が疑われている。
1696年に近衛騎兵第4中隊隊長に任命、1701年にアーガイル公爵に叙せられた。2年後の1703年に45歳で死去、長男のジョンが公位と中隊長の座を継いだ。
1678年、ヘルミンガム男爵ライオネル・タルマッシュの娘エリザベスと結婚、3人の子を儲けた。
1. ジョン（1678年 - 1743年）
2. アーチボルド（1682年 - 1761年）
3. アン（1696年 - 1736年） - ビュート伯ジェイムズ・ステュアートと結婚、首相ジョン・ステュアートの母。